# Meria (Corsica)
Meria is een gemeente in het Franse departement Haute-Corse (regio Corsica) en telt 95 inwoners (2009). De plaats maakt deel uit van het arrondissement Bastia.

## Geografie
De oppervlakte van Meria bedraagt 19,0 km², de bevolkingsdichtheid is dus 5 inwoners per km².

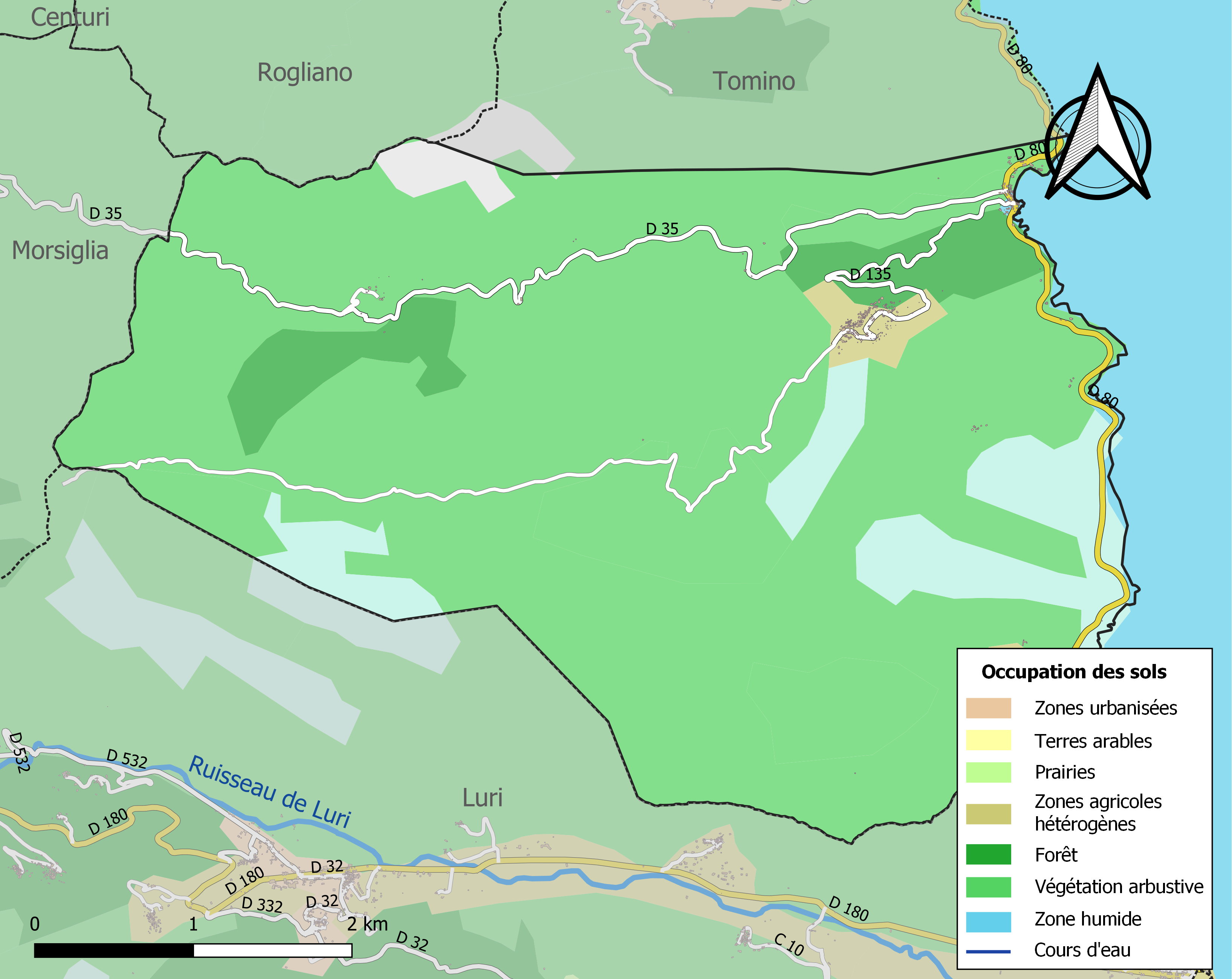
Kaart van de gemeente met de belangrijkste infrastructuur, bodemgebruik en omliggende gemeenten

## Demografie
Onderstaande figuur toont het verloop van het inwonertal (bron: INSEE-tellingen).

Vanwege een beveiligingsprobleem met de MediaWiki Graph-software is het momenteel niet mogelijk deze grafiek weer te geven. Zodra de software is bijgewerkt zal de grafiek vanzelf weer zichtbaar worden.